# Kaukaski Związek Bojowy SS
Kaukaski Związek Bojowy SS (niem. Kaukasischer-Waffen-Verband der SS), zwany też Freiwilligen Brigade "Nordkaukasien" – ochotnicza kolaboracyjna formacja zbrojna złożona z żołnierzy pochodzących z Kaukazu podczas II wojny światowej

## Historia
Formację rozpoczęto organizować pod koniec 1944 r. spośród ochotników pochodzących z Kaukazu, jak Ormianie, Azerowie, Gruzini i górale północnokaukascy. Na jej czele stanął niemiecki oficer SS-Standartenführer Arved Theuermann. Nieformalnym dowódcą ze strony kaukaskiej był gen. Łazar Biczerachow (Osetyńczyk), a następnie gen. Sułtan Girej-Kłycz (Czerkies). Kadra wywodziła się z tzw. Kadrowej Dywizji Piechoty (Frewilligen-Stamm-Division). Żołnierze przeszli początkowe szkolenie wojskowe w obozie w Neuhammer, a w styczniu 1945 r. skierowano ich do północnych Włoch. Formacja składała się wówczas z następujących pododdziałów:
- Waffen-Gruppe "Armenien" (znajdowała się poza Włochami) – d-ca Waffen-Standartenführer der SS Wardan Sarkisjan
- Waffen-Gruppe "Aserbeidschan" (poza Włochami) – d-ca Waffen-Standartenführer der SS Mahomed Nabi-ogły Israfiłow
- Waffen-Gruppe "Georgien" – d-ca Waffen-Standartenführer der SS Michaił Pridon Culukidze
- Waffen-Gruppe "Nordkaukasien" – d-ca Waffen-Standartenführer der SS Siergiej Ułagaj (Kuczuk)

We Włoszech prowadzono dalsze szkolenie, a także zwalczano komunistyczną partyzantkę aż do kapitulacji Niemiec 8/9 maja. Poddano się wojskom brytyjskim. Żołnierze i oficerowie zostali następnie wydani Sowietom w ramach Operacji Keelhaul.